# Līk Bīn
Līk Bīn (persiska: لیک بین, Līkbīn) är en ort i Iran.   Den ligger i provinsen Västazarbaijan, i den nordvästra delen av landet, 500 km väster om huvudstaden Teheran. Līk Bīn ligger 1 508 meter över havet och antalet invånare är 405.
Terrängen runt Līk Bīn är huvudsakligen kuperad, men åt sydväst är den bergig. Līk Bīn ligger nere i en dal.Runt Līk Bīn är det ganska tätbefolkat, med 54 invånare per kvadratkilometer. Närmaste större samhälle är Gerd Kashāneh, 15,6 km nordväst om Līk Bīn. Trakten runt Līk Bīn består i huvudsak av gräsmarker.